# Сепульведа, Матиас
Мати́ас Игна́сио Сепу́льведа Ме́ндес (исп. Matías Ignacio Sepúlveda Méndez; род. 12 марта 1999, Сантьяго) — чилийский футболист, играющий на позиции полузащитника. Ныне выступает за чилийский клуб «Аудакс Итальяно».

## Клубная карьера
Аларкон - воспитанник чилийского клуба «О'Хиггинс». С 2017 года является игроком основной команды. 9 апреля 2017 года дебютировал в поединке чилийского чемпионата против «Депортес Темуко», выйдя на замену на 67-й минуте вместо Педро Муньоса Суньига. Всего в дебютном сезоне провёл 4 встречи.